# Troughend
Troughend var en civil parish 1866–1958 när det uppgick i Otterburn och Rochester, i grevskapet Northumberland i England. Civil parish var belägen 7 km från Elsdon och hade 157 invånare år 1951.